# Masalia flavia
Masalia flavia là một loài bướm đêm trong họ Noctuidae.